# Сръбско-турска война (1876)
Сръбско-турската война от 1876 г. (наричана също и Сръбско-черногорско-турска война от 1876 – 1878 г.) е въоръжен конфликт между Сърбия и Черна гора, от една страна, и Османската империя, от друга. Съюзниците воюват за освобождаване на Босна и Херцеговина от османската власт, но търпят поражение. Макар и успешна за Османската империя, войната предизвиква задълбочаване на дипломатическата криза на Балканите и военна намеса на Русия с краен резултат ограничени териториални придобивки на Сърбия и Черна гора, възстановяване на българската държава и окупиране на Босна и Херцеговина от Австро-Унгария през 1878 г.
На сръбска страна във войната участват и стотици българи – няколко чети са прехвърлени във Видинско и Белоградчишко в опит да предизвикат въстание, а през септември разпокъсаните български доброволчески части са обединени в три батальона, разположени при Делиград.

## Начало на войната
През лятото на 1875 г. в балканските провинции на Османската империя избухват размирици. В Херцеговина започва въстание, което се разпростира и в Босна. В България избухва Старозагорското, последвано през пролетта на 1876 г. и от Априлското въстание. Обществеността в Сърбия и Черна гора поставя правителствата на двете страни под силен натиск да защити босненските въстаници. Въпреки предупрежденията на Русия, на 18 юни 1876 г. княз Милан Обренович и княз Никола Петрович Негош започват война срещу османците.

## Съотношение и разположение на силите
В началото на войната Османската империя разполага с общо 100 000 бойци срещу Сърбия и Черна гора. Сръбските сили са приблизително същите на брой, но са слабо подготвени за бойните действия. Разпределени са в четири армии, наречени според района на дислокация – Дринска и Ибърска (на западното и югозападното направление), Моравска (по пътя Белград – Ниш) и Тимошка армия (срещу Видин). Главните сили (около 40 000 войници) са в състава на Моравската армия, поставена под командването на руския генерал Михаил Черняев, ветеран от Кримската и Кавказката война.

## Бойни действия
На 20 юни 1876 година Моравската армия нахлува в османските предели откъм Княжевац и достига Бела паланка и Пирот, но в края на месеца е принудена да се оттегли обратно в Сърбия. В същото време, в резултат от битката при Велики Извор, Тимошката армия е отблъсната от източния бряг на Тимок от войските на Осман паша. Черногорците, които настъпват към Мостар, нанасят тежко поражение на турците при Вълчи дол, но сръбското нахлуване в Босна се проваля. Османските сили преминават в контранастъпление и на 24 юли превземат Княжевац. Това им позволява да напреднат на север по река Морава. През август турците завземат редица селища в Сърбия. При тази обстановка големите европейски държави се намесват за дипломатическо решение на конфликта и между воюващите страни е сключено примирие.
Примирието е прекратено на 16 септември с настъпление на части от обединената Моравско-Тимошка армия по левия бряг на река Морава. В последвалите боеве при Кревет и Гредетин сърбите отново търпят неуспех. На 17 октомври турската армия, предвождана от Абдул Керим паша, им нанася решително поражение при Джунис, с което си открива пътя към Белград. На 19 октомври Русия дава ултиматум на Високата порта да прекрати настъплението, което и става ден по-късно.

## Действия на българските доброволци
През юли 1876 година в Кладово са сформирани чети на български емигранти от Сърбия, Русия, Румъния и Австро-Унгария. Организацията и снаряжението им са поети от Българското централно благотворително общество в Букурещ и славянофилските комитети в Русия. Сред войводите им са Панайот Хитов, Филип Тотю, Ильо войвода, Коста Димински (командир на четата, в която са Панайот Хитов и Филип Тотю), Христо Македонски, Тодор Велков и Симо Соколов. Командващият сръбските войски руският генерал Михаил Черняев изпраща четите през Тимок в Северозападна България със задачата да повдигнат българите на въстание. До средата на юли доброволческите отряди действат самостоятелно във видинските села Ново село, Флорентин и др., около Кула, Чипровци и в направление Берковица. Към края на месеца броят на доброволците достига 1 500 души.
Схватките с османските войски имат променлив успех. След навлизането на четите на Панайот Хитов и Филип Тотю, Берковският край въстава. На 8 юли 1876 г. в Чипровци става тежко сражение; Чипровският манастир, макар встрани от полесражението, е нападнат от турците и изгорен. Въстаниците са принудени да се изтеглят зад билото на Стара планина и ген. Черняев заповядва изтеглянето на всички.
Част от четниците на Филип Тотю категорично не се съгласяват да отстъпят и настояват да се навлезе навътре в България и да се съединят с четата на Христо Ботев. Те формират чета от 87 души, за войвода на която е избран Сидер Грънчаров, утвърден революционен деец, член на щаба на Филип-Тотювата чета. Четата поема от Чипровци по билото на Стара планина, минава над Берковица, но при прохода Петрохан попада на турска засада и се завързва бой, след който продължава по билото на Балкана, заобиколя село Вършец и по Тодорини кукли свива по теснините към Враца, където разбира за поражението на Ботев. Сидер Грънчаров заповядва преход към връх Мургаш. При Искъра, над село Заноге, се разделят на две групи, които да се съберат на връх Мургаш. Едната подчета е под команда на войводата, а другата – на Кольо Стоянов от Килифарево. Тя скоро попада на засада при Искър между Елисейна и Лютиброд. На това място са убити неколцина четници, а други са пленени. Само петима души от групата на Кольо Стоянов успяват да преминат реката и след нови сблъсквания с турски засади поемат към Троянския Балкан. Около 10 август 1876 г. до село Шипково са унищожени от потеря на турците. Другата група от шестима души, водени от Дамян Банчев от село Калейца, Троянско, преминава река Искър на друго място, води бой при село Краево, Орханийско, където е разпръсната и трима четници са пленени. Групата на Сидер Грънчаров също се разделя на по-малки групи от по 4 – 5 души, с водачи: войводата, Минко П. Бойков, Киро Плевналията, Кольо от Златица и Иван Докторов. Тази групичка се скита още две-три седмици по Балкана. Някои от тях са убити, други – пленени, а трети успяват да се спасят. Войводата Сидер Грънчаров с още трима-четирима души са избити в манастира „Света Богородица“ край село Елешница, Новоселско. Групата на Иван Докторов успява на 17 август да се добере до Троянския Балкан и се разпръсва.

## Мирен договор и последици
На 16 февруари 1877 г. между Сърбия и Османската империя е сключен мирен договор, който възстановява положението отпреди войната. Черна гора не приема условията за мир и продължава военните действия. Два месеца по-късно (12 април по стар стил) избухва Руско-турската война. Черногорците овладяват Бар и Никшич. Сърбия се възползва от ангажираността на османските войски срещу руснаците, нахлули в България, и през декември 1877 г. подновява военните действия, завзема Бела паланка, Пирот и Ниш. С Берлинския договор Сърбия и Черна гора се освобождават от формалния османски суверенитет и придобиват територии, съответно в поречието на Южна Морава и на брега на Адриатическо море.